# 静電気学会
座標: 北緯35度42分26.0秒 東経139度45分30.8秒 / 北緯35.707222度 東経139.758556度一般社団法人 静電気学会（いっぱんしゃだんほうじん せいでんきがっかい、英名 The Institute of Electrostatics Japan）は、静電気に関する学術・技術の進歩発展を目的として1976年に設立された学会。学会の運営は会長をはじめとする理事、監事のボランティアによって行われている。
事務所を東京都文京区本郷2-38-13 樋口ビル2階に置いている。

## 事業
- 研究会・年次大会・シンポジウム・講演会・講習会・見学会等の開催、機関誌・学術図書等の刊行、研究・調査、他学会その他との連絡・協力など[1]

## 学会誌
- 『静電気学会誌』
- International Journal of Plasma Environmental Science and Technology